# Cordilura scapularis
Cordilura scapularis är en tvåvingeart som beskrevs av Friedrich Hermann Loew 1870. Cordilura scapularis ingår i släktet Cordilura och familjen kolvflugor. Inga underarter finns listade i Catalogue of Life.